# Mecynocera clausi
Mecynocera clausi är en kräftdjursart som beskrevs av I. C. Thompson 1888. Mecynocera clausi ingår i släktet Mecynocera och familjen Mecynoceridae. Inga underarter finns listade i Catalogue of Life.